# 反BDS法
反BDS法（英語：anti-BDS laws）是對任何壓抑「抵制、撤资、制裁」（BDS）運動的法例或議會決議的統稱，不論是否具有法律約束力。BDS運動的宗旨是透過和平理性的經濟手段控訴以色列政府侵犯巴勒斯坦人和其他阿拉伯人的人權、土地和性命，而反BDS法則以保護以色列人及猶太人免受歧視的名義推行，反BDS法的支持者正是以BDS運動是反猶太主義及支持仇恨言論作為立法理據，儘管這是BDS運動響應者所否認的。反BDS法的批評者認為這是以色列及其支持者濫用法律程序侵犯憲法賦予的言論自由，製造寒蟬效應以打壓理性批評以色列的聲音。
雖然以色列的官員宣稱反BDS法是刑法，歐美國家的實際立法上並未有將抵制以色列視為犯罪活動，唯一一宗就BDS運動作出的刑事檢控是發生在法國並且是基於現有的反歧視法例，但有罪判決最後被歐洲人權法院推翻。在美國至少有35個州已經通過了的反BDS法，一般要求個人或團體宣誓從來沒有或於合約有效期間不會參與抵制以色列運動，否則就要面臨被政府機構抵制的後果，例如被拒絕資助、被拒絕僱用或續約等。至於歐美立法議會通過的無約束力決議，一般都是基於BDS運動即是反猶太主義的觀點。
本文中「支持者」指站在以色列政府、支持立法的一方；「批評者」指以捍衛言論自由為依據、反對立法的一方。批評者當中不一定是響應抵制運動，亦存在批評該法案的以色列人和猶太裔人。

## 背景

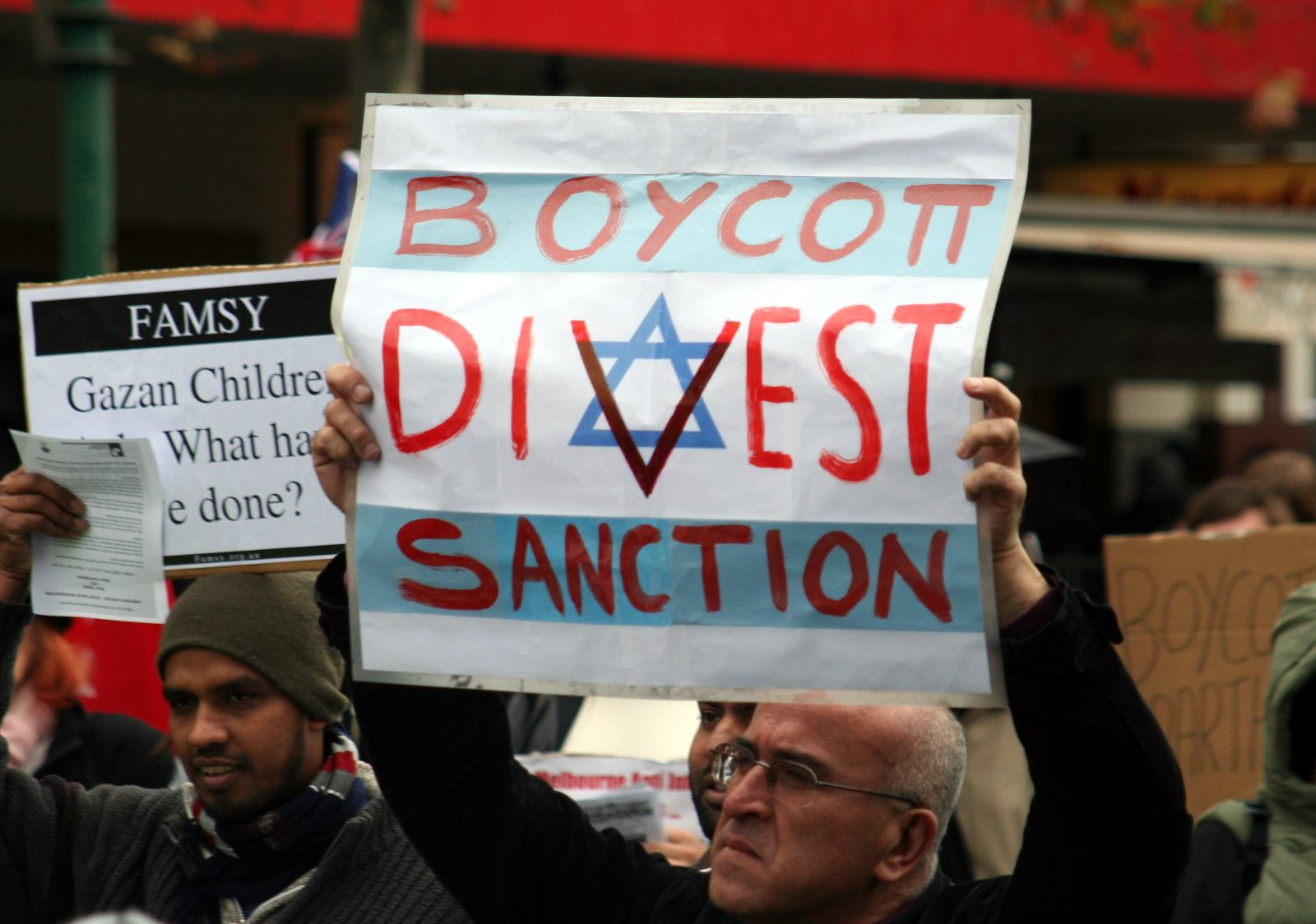
控訴以色列侵犯人權而發起的民間抵制運動響應者，在街頭請願活動中舉起BDS標語的紙牌。

以色列自1948年立國以來，其人權狀況和在周邊地區的衝突問題上都受到國際社會批評，特別是建設猶太殖民區、對巴勒斯坦人和阿拉伯人實行種族隔離及對加沙地帶實施經濟封鎖等爭議，並導致了持續不休的以巴流血衝突和恐怖襲擊。為了促進以巴和平的1993年奧斯陸協議因為各種原因失敗後，大部份歐美領導人都對以色列政府採取放任默許態度，國際的民間團體出現了以經濟手段對以色列政府進行和平抗爭的構思，例如罷買以色列、特別是在猶太殖民區生產或加工的商品、或停止與以色列企業發展商業合作。
為了更有系統地呼籲各國人民響應，2005年7月9日巴勒斯坦民運人士宣布了「抵制、撤資、制裁」（BDS）運動，要求國際社會停止支持以色列政府剝奪巴勒斯坦人人權及要求以色列政府遵守國際法。
以色列政府及其支持者都直接將BDS運動定性為反猶太主義、散播種族仇恨及否定猶太人立國的民族自決權，並向歐美政府官員和政客大力遊說立法打擊。他們指責BDS運動響應者對以色列政府的指控是偽善和秉持雙重標準，BDS運動響應者則反駁按以色列政府的標準，任何針對特定團體的理性批評都會被標籤為反某某主義和雙重標準，並忽略了其他針對特定國家的撤資制裁，如控訴南非種族隔離的撤資運動與美國對伊朗的制裁，又舉例BDS運動獲得一些納粹大屠殺猶太人生還者的響應以說明運動並非宣揚種族歧視。另一方面就算是反對擴建約旦河西岸殖民區、中立或甚至是左傾的猶太復國主義者都批評BDS運動要求讓巴勒斯坦人和阿拉伯人重返原居地只會危害以色列的穩定，導致最有希望促成以巴和解的兩國方案變得不可行。

## 美國的反BDS法

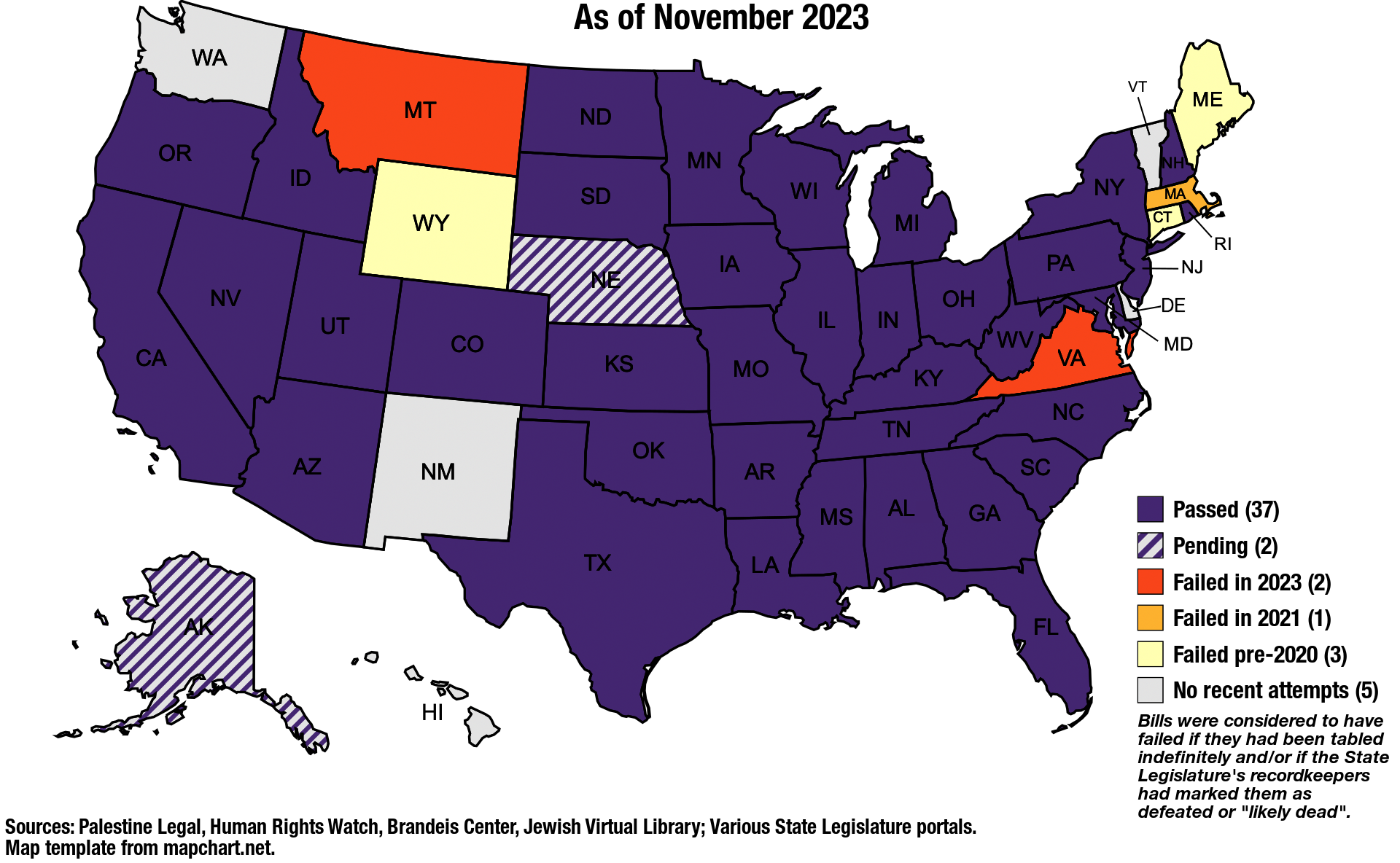
2024年1月为止美國已經立了反BDS法的州分分佈圖，紫色实色代表已经立法的州、紫白条纹为带通过中状态、橙色和橙黄色和浅黄色为分别是2023年、2021年和2020年以前未能通过的州、灰色的州尚未有提出立法的动议。

美國直至2024年一月為止有37個州通過了反BDS法以壓抑抵制以色列運動，各州所通過的反BDS法可以分為兩類：政府職位的應徵者或業務承包商為了獲得合約而須表態保證不會參與抵制以色列；公共基金不得撥給參與抵制以色列的團體。批評者質疑反BDS法違反美國憲法第一修正案賦予公民的言論自由。美國公民自由聯盟（ACLU）和關注穆斯林權益的美國以色列關係評議會等民間團體都針對反BDS法提出過法律訴訟。

### 對BDS運動與反BDS法的民意調查
根據馬里蘭大學學院市分校2019年10月的重大民生事務民調，有72%的受訪者反對任何懲罰抵制以色列行動的法案，支持者佔22%。這個民調也反映了美國兩大政黨支持者對BDS運動觀點上的落差，在至少是聽聞過抵制以色列運動的受訪者中，76%的共和黨支持者反對該運動，另外有48%的民主黨支持者支持BDS運動。一個名為進步數據（DFP）的2019年調查中有35%至27%的受訪者反對反BDS法，同樣地，反對的民主黨人佔了48%而支持的佔了15%；反對的共和黨人佔27%而支持的佔44%。有70%至80%的受訪者相信抵制運動是合理的抗議手段。

### 遊說集團

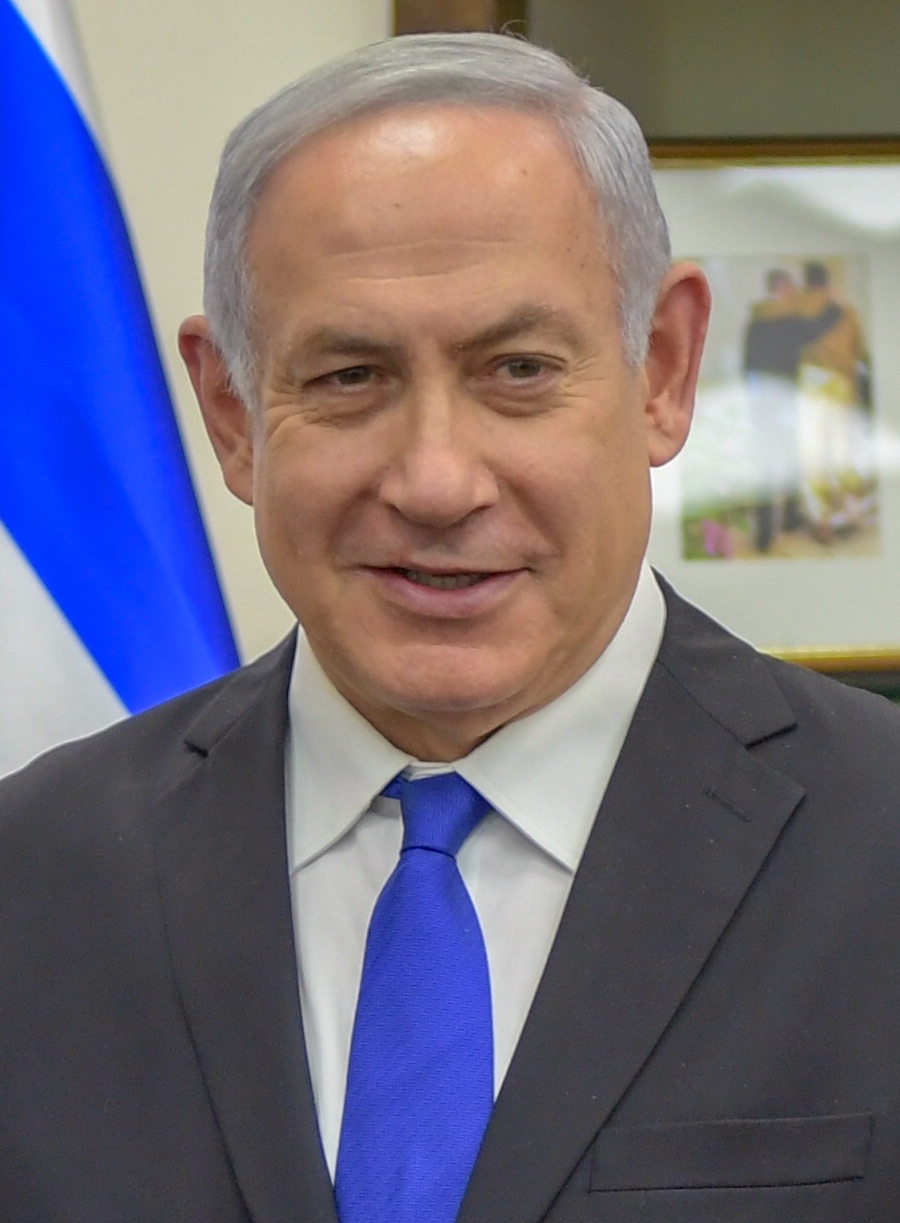
決心促進美國立法打擊抵制以色列活動的以色列總理內塔尼亞胡

反BDS法在美國各州迅速獲通過被指是受到以色列同盟基金會（IAF）大力遊說各州立法者或州長的成果，IAF是一個受到以色列政府注資、總部設在耶路撒冷、為了統籌在國際社會進行以色列/猶太人權益遊說的聯盟組織。自2015年南卡羅萊納州通過反BDS法後，IAF起草了整合南卡羅來納州和伊利諾州的反BDS法的模範法案，供其他州作為立法提案的藍本，讓法案在獲得較少的修正下獲得通過。由於這種「複製、粘貼、立法」的方式讓反BDS法迅速在美國各州蔓延開去，引起了其他團體對其背後推手的調查。結果發現除了IAF外還有美國以色列公共事務委員會（AIPAC）、以色列行動網絡和北美洲各地的猶太人聯邦團體直接參與到遊說集團中。其中推動阿肯色州立法打擊BDS運動的州參議員在媒體訪問中承認，他的立法動機是受到自身的福音信仰感化及猶太人與基督教徒的宗教淵源影響。
以色列政府高官曾公開祝賀一些州通過反BDS法，例如2016年，以色列戰略事務局局長吉拉德·艾丹於俄亥俄州州長約翰·凱西克簽署通過該州的反BDS法後，發電郵感謝他的貢獻。同年以色列駐聯合國大使丹尼·達農稱以色列政府正推動各國立法，讓抵制以色列的行為成為違法活動。2020年2月，以色列總理班傑明·內塔尼亞胡發推文宣揚其政府在遊說推廣反BDS法的成功。
任何人如果要抵制我們的話他們自身就會遭到抵制。聯合國人權理事會本身就是一個毫無影響力的偏見部門，正因如此我會下令切斷與這個理事會的瓜葛。美國的管治者與我們攜手努力並不是沒有成果的，近年來我們在美國各州促進立法，以展示我們會以強硬手段對抗抵制以色列人士的決心。 ——班傑明·內塔尼亞胡，以色列總理推特帳號

### 定義歧視的爭議
反BDS法的支持者認為抵制以色列運動屬於歧視的一種形式，因為BDS運動針對特定族群（以色列人）以損害目標的經濟為目的。由於不存在消費者抵制行為作為執法衡量基準，因此歧視的論點是基於現存針對其他範疇的歧視法律，例如僱傭、殘疾和住屋等。其中美國勞工法的兩條法律原則被引用，分別是差別待遇（或意圖）及差別影響，這些法例的立法原意並非旨在管制政治上的抵制行為，因此限制了在BDS運動上的適用性，但有法律專家依然以其研究抵制以色列運動是否屬於歧視。

### 侵犯言論自由的爭議
批評者稱反BDS法是違憲的因為「政治抵制」是受到言論自由保護的，而政府機構不能要求個體放棄憲法第一修正案賦予的權利以換取政府的合約。他們引用了一宗1982年的案例——《全國有色人種協進會訴克萊伯恩硬件公司》，該案中原告人發起了一個抵制一眾被指涉及種族歧視的密西西比州白人的店鋪的運動，原本於1980年白人商人一方在密西西比州最高法院得直獲判全國有色人種協進會（NAACP）的抵制運動不合法，但1982年在美國聯邦最高法院的裁判中大法官約翰·保羅·史蒂文斯推翻了密西西比州最高法院的判決，裁定「以抵制和相關運動期望改革政治、社會和經濟的訴求是屬於政治言論，這是第一修正案推崇的價值的最高階體現。」
支持者則認為抵制運動不符合憲法對「發表言論」（expressive conduct）的定義，因此儘管「宣揚/呼籲」抵制運動可以受到憲法保護，但「參與」抵制運動本身則不受保護並且是反BDS法所針對的，而單純「宣揚/呼籲」抵制運動而沒有親身抵制的人也不會受到反BDS法影響。他們亦稱《全國有色人種協進會訴克萊伯恩硬件公司》的裁判針對的也是「宣揚/呼籲」而非「參與」，因此沒有抵觸反BDS法，這個觀點被採納於2018年《阿肯色時報訴馬克·沃爾德里普》一案中，阿肯色州地區法院的裁判中引用了2006年的《拉姆斯菲爾德訴學術及學院權益論壇公司》作為先例，當時聯邦最高法院裁定如果學院拒絕軍方招聘員獲得學院資源（阻止被指奉行歧視LGBT政策的軍方進入校園招聘），聯邦政府有權扣起其資助撥款。支持者指聯邦法院的裁判理據是「『謝絕軍方招聘員』不等於『言論』」，因此相同邏輯可以套用於「抵制以色列」。批評者則反駁指學院的行為不屬於「抵制軍方」因此不能與「抵制以色列」相提並論。
支持者又將反BDS法比喻成反歧視法，後者禁止涉及類似性別歧視的個體受聘於政府機構，批評者則舉例指一名雇主拒絕僱用同性戀者並不能被定義為政治訴求或發表言論。就算抵制運動本身含有歧視成份，依照1982年全國有色人種協進會的案例抵制運動依然是受保護言論。
支持者另一個反對引用全國有色人種協進會案例的理據是，該案針對的是抵制運動的合法性，而反BDS法只是剝削抵制者其中一項權益，即獲得政府機構的合約。批評者引用美國的法律原則——「違憲條件」禁止政府「以侵犯憲法賦予的權利為基礎排斥特定個體，特別是在言論自由的權利上。」這條原則於《皮克林訴教育委員會》和《埃爾羅德訴伯恩斯》兩宗成為指示案例的最高法院訴訟中得以實踐，但兩宗訴訟都是在控辯雙方已經建立了商業合作關係的前提下發生的，因此無法得知最高法院對於控辯雙方都還未進入合作關係的訴訟中會如何判決。批評者又引用2013年《美國國際開發署訴開放社會國際同盟》的最高法院判決指，政府不能要求團體就特定觀點表態作為獲得資助撥款的條件。

### 定義抵制的爭議
批評者指反BDS法對其針對的行為缺乏清晰定義，其中亞利桑那州議會於2016年修訂杜絕牽涉抵制以色列的承包商的條款對「抵制」的定義為：「針對在以色列或其控制的地域經商的個體，拒絕與之交易、終止與之的商業活動或進行其他蓄意限制與之的商業關係的行為。」批評者認為這條條款涵蓋範圍過大並遠超英文字典對「boycott」的定義，並且BDS運動中包含的「撤資」（divestment）和「制裁」（sanction）並未在任何美國法律中被視為受禁止的抵制行為。

### 其他論點
支持者引用《稅務改革案1976》和《出口管理案1979》作為先例，兩項法案都包含了禁止個體參與「國際抵制運動」的條文，批評者的回應是，《全國有色人種協進會訴克萊伯恩硬件公司》的最終裁判是1982年，所以當以上兩項法案立法時都尚未清楚法院會如何判決政治抵制是否受言論自由保護。而且兩項法案針對的是外國發起的抵制運動（因此按照2020年《美國國際開發署訴開放社會國際同盟》的判決就不受美國憲法保護），但BDS運動是由美國民間團體自發進行，因此理應受到美國憲法保護。
另一個觀點是基於1982年的《國際碼頭及倉儲工會訴同盟國際公司》中，法庭裁定碼頭裝卸工工會基於蘇聯侵攻阿富汗而拒絕其工人會員為來自蘇聯的貨物裝卸是屬於違法的二級抵制行為，反BDS法支持者認為這項訴訟中碼頭工會的抵制行動是針對一個特定國家卻損害了沒有直接關係的第三方團體的利益，因此能夠作為反BDS法的先例。批評者認為這項訴訟的結果與反BDS法無關，因為該訴訟是關於碼頭工人的抵制行動違反了勞工法。

### 聯邦的反BDS法案
在第113屆美國國會中於2014年2月6日，共和黨眾議員彼得·羅斯卡姆獲得保守派民主黨眾議員丹·李賓斯基支持提出《保護學術自由法》（H.R. 1409）以修正《高等教育法1965》，該修正案限制抵制以色列學院或學者的高等學院獲得聯邦資助，法案在轉介至教育與勞工委員會後未獲得提呈辯論與投票。2015年2月羅斯卡姆與另一名民主黨眾議員胡安·瓦尔加斯提出《美國以色列貿易促進法》（H.R. 825），其目的是透過觀察牽涉BDS運動的海外企業，「在貿易協商上，勸諭其不要以經濟手段排斥以色列。」法案本身並沒有註明要對參與BDS運動者提出任何懲罰，但羅斯卡姆堅持該法案能在跨大西洋自由貿易區的協議上發揮正面影響，因為自貿區內有不少國家都存在著積極的BDS運動。
在第114屆美國國會中於2015年3月，共和黨眾議員道格·蘭博恩獲得另外13名眾議員支持提出了《抵制我們的敵人，而非以色列法》（H.R. 1572），法案要求現在和將來的政府承包商須保證沒有參與過抵制以色列運動，否則就要面臨懲罰，法案轉介至外交委員會後未獲得提呈辯論與投票。
2017年3月，《以色列反抵制法》（H.R. 1697、S. 720）由民主黨參議員班·卡定與羅斯卡姆分別在參眾兩院同時提出，在關於侵犯言論自由進行了激烈辯論後法案胎死腹中。
在第116屆美國國會中於2019年1月，曾支持《以色列反抵制法》的共和黨眾議員馬可·魯比奧連同另外3項關於中東事務的法案與《打擊BDS法》（S. 1）打包提出。其中猶太裔參議員伯尼·桑德斯指自己並不支持BDS運動，但強烈批評兩黨皆有議員支持侵犯第一修正案的法案。法案於2020年2月5日在參議院以77對23票獲得通過，但在眾議院一方則懸而未決。

### 民事訴訟
直至2020年，美國有數宗以反BDS法違反第一修正案而控告州政府的訴訟，在這些所有訴訟中法庭都宣判原告人得直。

#### 米克爾·約達爾訴馬克·布爾諾維奇
2017年經營法律事務所的米克爾·約達爾（Mikkel Jordahl）當獲得亞利桑那州政府的合約後，因為拒絕宣告自己沒有參與抵制以色列運動，州政府因而拒絕付款。約達爾控告州政府侵犯了他的憲法第一修正案權利。2018年9月27日，亞利桑那州區域法院判約達爾勝訴，賦予他初步禁制令以停止州政府執行反BDS法的宣誓要求，法院判斷亞利桑那州的反BDS法被用於禁制帶有政治意圖的活動，因此不單單是管制了商業言論。州政府雖然提出上訴，但在上訴還在排期等待審理的同時，州政府以《議案1167》修訂了反BDS法的宣誓要求，令約達爾的法律事務所成為豁免對象，亦因此上訴法院認為後續的訴訟是多餘的。

#### 孔茨訴沃森
2017年5月，公立學校教師埃絲特·孔茨（Esther Koontz）展開了個人針對以色列商業活動的抵制運動，於2017年7月10日起，孔茨以師範職員受僱於堪薩斯州教育局，師範計劃的理事要求孔茨簽署宣誓書證明自己沒有牽涉入抵制以色列運動，孔茨拒絕配合，教育局因此不支付她薪酬或簽約。孔茨入禀控告州政府，州政府一方由教育專員蘭德爾·沃森（Randall Watson）代表並申請禁制令。
法院為孔茨頒布禁制令，認為堪薩斯州的反BDS法是違憲因此州政府不得執行該法。法院又裁定孔茨的抵制行為是「本質上的言論行為」，因為它可以簡單地解讀為「抵制者相信抵制行動能向以色列發出改善巴勒斯坦人待遇的信息」。法院並總結強迫孔茨「否認自己的抵制活動類似於強迫原告人接納堪薩斯州支持以色列的信息」。
2018年堪薩斯州議會修訂了反BDS法讓孔茨成為豁免對象，代表孔茨的美國公民自由聯盟亦撤訴。

#### 阿肯色時報訴馬克·沃爾德里普
新聞周刊阿肯色時報與阿肯色大學普瓦斯基技術學院訂立了合約並在過去兩年間刊登了83副廣告，但於2018年10月，在更新廣告合約前大學方要求書面證明時報過去沒有和將來不會參與抵制以色列運動。 儘管時報以前一向都有提供這類書面證明，但這一次時報的行政總裁艾倫·萊維特（Alan Leveritt）拒絕了這個要求，並入禀挑戰《法案710》的憲法效力，指該法案侵犯了時報的第一和第十四修正案賦予的權利而申請法庭禁制令。
2019年1月23日，法院否決頒布禁制令，指《法案710》只「在乎承包商採購上尊重以色列」因此不影響時報批評以色列和支持抵制以色列的立場，法院重申採購活動「不屬於言論」的範疇，因此總結了時報拒絕不抵制以色列的決定不受第一修正案保障。
2019年2月，時報由美國公民自由聯盟代表上訴至聯邦第八巡迴上訴法院。2019年4月，言論自由學院及個人教育權利基金會以法院之友入禀挑戰《法案710》的合憲性，新聞自由記者委員會和其他15個傳媒組織為了支持阿肯色時報又入禀控訴州政府，另一方面有以色列背景的與我們站在同一陣線、美國阿古達特以色列及美國猶太教正統派會眾聯盟等組織以支持州政府入禀了另一宗訴訟。
2021年2月，聯邦第八巡迴上訴法院推翻了地區法院的判決並裁定阿肯色州的法律違反了第一修正案。

#### 艾比·馬丁訴喬治亞州
紀錄片製作人艾比·馬丁原本預定應邀前往佐治亞南方大學於2020年2月28日舉辦的活動上發表演講，她原本理應獲得1千美元的報酬，但當她拒絕應校方要求簽署宣誓書以同意不會抵制以色列後，校方取消了她的演講安排。2020年1月10日她宣布入禀控告大學行使的反BDS法違反言論自由，並由美國以色列關係評議會和公民正義基金夥伴代表她上庭。2021年5月24日，喬治亞北區聯邦地區法院宣判原告人得直，裁定佐治亞南方大學侵犯了她的第一修正案權利。

#### 阿瑪維訴普夫盧格維爾獨立學區
這是一宗包含了5名原告的集體訴訟，5人皆因在德克薩斯州不宣誓反對抵制以色列而失去了工作機會。
- 巴伊亞·阿瑪維（Bahia Amawi）：巴勒斯坦裔矯正語言障礙師並主動抵制以色列商品，她已經受僱於普夫盧格維爾獨立學區（英语：Pflugerville Independent School District）超過9年，但因為拒絕宣誓而不獲續約。校方原本告訴阿瑪維可以在合約中將「不抵制以色列」一欄劃掉，但校方後來改口指宣誓是強制的續約條件。
- 約翰·普魯克（John Pluecker）：自由作家、藝術家、傳譯員和翻譯員並積極參與BDS運動，曾多年受僱於休士頓大學，同樣地因為拒絕宣誓不抵制以色列而不獲大學續約。
- 扎卡里·阿卜杜勒哈迪（Zachary Abdelhadi）：巴勒斯坦裔德克薩斯州立大學的學生，本來獲邀擔任劉易斯維爾獨立學區（英语：Lewisville Independent School District）的辯論大賽裁判，但因為拒絕宣誓而喪失了這個機會。
- 奧賓娜·丹納（Obinna Dennar）：另一名學生被邀請擔任克萊恩高校（英语：Klein High School）的辯論大賽裁判，同樣因為拒絕宣誓而喪失了這個機會。
- 喬治·黑爾（George Hale）：電台記者，稱被公司KETR強迫接受合約中不抵制以色列的條款。

德克薩斯地區法院考慮德州是否允許以拒絕不抵制以色列作為拒絕僱用的條件，在其2019年4月25日的判決中否決了辯方引用的3宗案例——《拉姆斯菲爾德訴學術及學院權益論壇公司》、《國際碼頭及倉儲工會訴同盟國際公司》和《Briggs & Stratton Corp.訴Baldridge》，並以《全國有色人種協進會訴克萊伯恩硬件公司》作為參考案例，法院指出「任何針對特定內容的法例（content based laws）都是可以被推斷為違憲的」、「任何針對特定意見的法例（viewpoint-based regulations）斷然地讓一方在辯論中獲得特權」，「並給政府製造了限制表達特定主見的可能性」，因此裁定德州的《眾議院議案89》是違反了第一修正案。
美國公民自由聯盟德州的首席理事對裁決回應指：「不論冠以什麼名義，這就是言論自由，而言論自由是我們的民主的北極星，這是基本權益。這次裁決亦表明了如果言論自由受到阻擾，甚至是更糟糕的遭到滅聲，我們就無法指正出更重大的問題。」

#### 阿里訴霍甘
2019年1月，美國以色列關係評議會代表前馬里蘭州議員兼軟件工程師薩齊卜·阿里入禀控告州長拉里·霍甘和總檢察長布萊恩·福洛許，控訴州長禁止任何參與過抵制以色列運動的人士獲得州合約，而原告人因此不能參與政府的軟件開發競標，因為他曾支持抵制「為壓迫巴勒斯坦人作出過貢獻」的團體。

### 各州立法一覽
以下的列表總結了已經立了反BDS法的州的狀態。
- 「宣告」欄表示州法律是否要求僱員或承包商簽署文件宣告沒有參與抵制以色列運動。
- 「黑名單」欄表示該州是否制定了並持續更新清單以記錄被指參與過抵制以色列運動的個人或團體，以確保往後不會對其注資。
- 「IHRA」欄表示該州是否引用國際猶太大屠殺紀念聯盟制定的《反猶太主義的現行定義》。

| 州           | 宣告 | 黑名單 | IHRA | 已經通過法案 |
| ------------ | ---- | ------ | ---- | --- |
| 阿拉巴馬州   | 須要 | 沒有   | 沒有 | SB 81 （页面存档备份，存于）（2016） |
| 亞利桑那州   | 須要 | 有     | 有   | HB 2617 （页面存档备份，存于）（2016）、SB 1167 （页面存档备份，存于）（2019）、HB 2684 （页面存档备份，存于）、SB 1143 （页面存档备份，存于）（2020） |
| 阿肯色州     | 須要 | 有     | 沒有 | Act 710 (SB 513) （页面存档备份，存于）（2017） |
| 加利福利亞州 | 須要 | 沒有   | 沒有 | AB 2844 （页面存档备份，存于） |
| 科羅拉多州   | 不須 | 有     | 沒有 | HB 16-1284 （页面存档备份，存于）（2016） |
| 佛羅里達州   | 不須 | 有     | 有   | SB 86 （页面存档备份，存于）（2016）、HB 545 （页面存档备份，存于）（2018）、HB 371 （页面存档备份，存于）、HB 741 （页面存档备份，存于）（2019）      |
| 喬治亞州     | 須要 | 沒有   | 沒有 | SB 327 （页面存档备份，存于）（2016） |
| 伊利諾州     | 須要 | 有     | 沒有 | SB 3017 （页面存档备份，存于）（2014）、SB 1761 （页面存档备份，存于）（2015）                                                                         |
| 印第安納州   | 不須 | 有     | 沒有 | HB 1378 （页面存档备份，存于）（2016） |
| 艾奥瓦州     | 不須 | 有     | 沒有 | HF 2331 （页面存档备份，存于）（2016） |
| 堪薩斯州     | 須要 | 沒有   | 沒有 | HB 2409 （页面存档备份，存于）（2017）、HB 2482 （页面存档备份，存于）（2018）                                                                         |
| 肯德基州     | 須要 | 沒有   | 沒有 | SB 143 （页面存档备份，存于）（2019） |
| 路易斯安那州 | 須要 | 沒有   | 沒有 | HB 245 （页面存档备份，存于）（2019） |
| 馬里蘭州     | 須要 | 沒有   | 沒有 | EO 01.01.2017.25 （页面存档备份，存于）（2017） |
| 密歇根州     | 須要 | 沒有   | 沒有 | HB 5821 （页面存档备份，存于）（2016）、HB 5822 （页面存档备份，存于）（2016）                                                                         |
| 明尼蘇達州   | 須要 | 沒有   | 沒有 | HF 400 （页面存档备份，存于）（2017）、SF 247 （页面存档备份，存于）（2017）                                                                           |
| 密西西比州   | 不須 | 有     | 沒有 | HB 761 （页面存档备份，存于）（2019） |
| 密蘇里州     | 須要 | 沒有   | 沒有 | SB 739 （页面存档备份，存于）、HB 2179 （页面存档备份，存于）（2020）                                                                                  |
| 內華達州     | 不須 | 有     | 沒有 | SB 26 （页面存档备份，存于） |
| 新澤西州     | 不須 | 有     | 沒有 | A 925 （页面存档备份，存于） (2016) |
| 紐約州       | 不須 | 有     | 沒有 | EO 157 （页面存档备份，存于）（2016） |
| 北卡羅萊納州 | 不須 | 有     | 沒有 | HB 161 （页面存档备份，存于）（2017） |
| 俄亥俄州     | 須要 | 沒有   | 沒有 | HB 476 （页面存档备份，存于） |
| 俄克拉何馬州 | 須要 | 沒有   | 沒有 | HB 3967 （页面存档备份，存于）（2020） |
| 賓夕法尼亞州 | 須要 | 沒有   | 沒有 | HB 2107 （页面存档备份，存于）（2016） |
| 羅德島州     | 須要 | 沒有   | 沒有 | H 7736 （页面存档备份，存于）（2016） |
| 南卡羅來納州 | 不須 | 沒有   | 沒有 | H 3583 （页面存档备份，存于）（2015） |
| 南達科他州   | 須要 | 沒有   | 沒有 | EO 2020-01 （页面存档备份，存于）（2020） |
| 德克薩斯州   | 須要 | 有     | 沒有 | HB 89 （页面存档备份，存于）（2017） |
| 威斯康辛州   | 須要 | 沒有   | 沒有 | SB 450 （页面存档备份，存于）（2018）、AB 553 （页面存档备份，存于）（2018）                                                                           |

1. ↑  不適用於總值少於15000美元的合約，或者該商業團體提供8折優惠。
2. ↑  僅對擁有超過9名僱員的承包商和總值超過十萬美元的合約有效。
3. ↑  僅對總值超過十萬美元的合約有效，並且不影響符合《合法支持巴勒斯坦》指引、受BDS運動啟發的抵制活動。
4. ↑  黑名單僅影響科羅拉多州公僕參與退休協會的投資。
5. ↑  僅對總值超過1000美元的合約有效。
6. ↑  僅對總值超過十萬美元的合約有效，不影響獨資企業。
7. ↑  僅對擁有超過4名僱員的承包商和總值超過十萬美元的合約有效。
8. ↑  僅對擁有超過5名僱員的承包商和總值超過十萬美元的合約有效。
9. ↑  僅對包含非牟利組織、擁有超過9名僱員的公司和總值超過十萬美元的合約有效
10. ↑  僅對非個人及總值超過十萬美元的合約有效。
11. ↑  不適用於符合《合法支持巴勒斯坦》指引、受BDS運動啟發的政治抵制運動。
12. ↑  不適用於符合《合法支持巴勒斯坦》指引、受BDS運動啟發的政治抵制運動。
13. ↑  僅對擁有超過5名僱員的承包商和總值超過十萬美元的合約有效。

地方法律與條例：
- 佛羅里達州保羅港：Sec. 2-402 （页面存档备份，存于）（2015）、Sec. 2-112 （页面存档备份，存于）（2017）
- 伊利諾州芝加哥：R2015-569 （页面存档备份，存于）（2015）
- 伊利諾州庫克縣：15-4701 （页面存档备份，存于）（2015）
- 紐約州羅克蘭縣：Resolution No. 195 （页面存档备份，存于）（2017）

排期處理的議案：
- 伊利諾州：HB 4049 （页面存档备份，存于）（2020）
- 喬治亞州：HB 1058 （页面存档备份，存于）（2020）
- 田納西州：HB 600 （页面存档备份，存于）, SB 1250 （页面存档备份，存于）（2019）

被否決議案：
- 堪薩斯州：HB 2015 （页面存档备份，存于）（2019）
- 密蘇里州：SB 849 （页面存档备份，存于）（2018）
- 紐約州：S 6438 （页面存档备份，存于）（2014）、SB 8017 （页面存档备份，存于）、A8220 （页面存档备份，存于）（2016）
- 俄克拉何馬州：HB 1512 （页面存档备份，存于）（2017）
- 賓夕法尼亞州：HB 1968 （页面存档备份，存于）、HB 1969 （页面存档备份，存于）（2017）
- 南卡羅來納州：H 3643 （页面存档备份，存于）（2017）

## 其他已經、曾經或嘗試通過反BDS法的國家

### 以色列
2017年以色列制定了入境以色列法第28修正案禁止支持抵制以色列的外國人進入以色列或其猶太殖民區。2018年以色列戰略事務局公佈了一份列出了20個「BDS友好實體」清單並禁止其代表入境。2019年以色列拒絕兩名支持BDS運動的美國眾議員拉希達·特萊布和伊爾汗·奧馬爾入境，直至2020年，以色列以新修訂案總共拒絕了16名人士入境，包括7名法國政客和歐盟議員。

### 加拿大
2016年，安大略進步保守黨黨魁蒂姆·胡達克在安大略省省議會上提出《安大略起身對抗反猶太主義法》（議案202），議案以39對18票未獲通過，法案會防止任何支持或參與BDS運動的人士獲得安大略省的公共機構合約。
2019年6月，溫哥華市議會議員Sarah Kirby-Young提出引入國際猶太大屠殺紀念聯盟制定的《反猶太主義的現行定義》，不過在提倡言論自由的活躍人士呼籲下，於2019年7月23日動議以6對5票被否決，其中5張否決票來自保守主義的無黨派協會。

### 法國
法國沒有通過任何形式的反BDS法，但有數宗針對抵制以色列運動人士的訴訟。於2003年，一條以共和黨議員皮埃爾·黎祿旭命名的《黎祿旭法》（loi Lellouche）被通過以取締以不可變個人特徵（如出生國）為基礎的歧視行為。該法被左翼以色列人創辦媒體《國土報》形容為「世上對抗日益強大的BDS運動的最強力工具之一（中略）並將法國投進以立法對抗BDS運動的最前線。」「法國猶太人社區」的對BDS法律工作組主任指出，相對其他歐洲國家，這條法律成功抑制法國從以色列的撤資。

#### 巴爾達西及其他訴法國政府
2009年9月26日及2010年5月22日，11名支持BDS運動的「巴勒斯坦68集團」（Collectif Palestine 68）成員組織了活動，他們穿上了印有「巴勒斯坦長存，抵制以色列」標語的襯衣，在同一家家樂福超級市場外向顧客派發傳單呼籲罷買以色列進口產品，指「購買以色列產品等同合法化（以色列侵犯）加沙地带的罪行。」2011年法國司法部部長米謝勒·阿利奧-瑪麗指示檢察官撿控宣傳抵制以色列產品的人士，導致11名行動成員以觸犯《新聞自由法1881》的第24(8)條「煽動歧視」而遭到撿控。被告在米盧斯刑事法庭獲宣判無罪後，有4個團體往科爾馬上訴法院提出上訴，它們是「法國以色列商會」、「無國界律師」、「法國以色列協會」及西蒙·維森塔爾中心法國支部的「全國反猶太主義警惕辦公室」，並於2013年11月27日推翻無罪判決，2015年10月20日法國最高法院維持原判，引用了刑事條文「針對個人或團體，以其出生地、持有物品或缺失物品，煽動歧視、仇恨和暴力」及歐洲人權公約第10「言論自由」(2)條的「民主社會必要」合理化限制言論自由的判決，並判所有被告須要向4個上訴團體支付賠償金。
被告人以歐洲人權公約第10(1)條為法律依據上訴至歐洲人權法院（ECHR），法官指出法國的相關法律在字面上會讓人理解為「不論是任何狀況下都禁止所有基於原生地域的抵制活動」，並認為被告的行為是屬於「發表政見」因此人權公約第10(2)條並不適用，同時表示不認同BDS運動屬於反猶太主義，因此否定了法國政府對被告「宣揚了仇恨、暴力、歧視或偏見」的指控。於2020年6月11日，歐洲人權法院法官全體一致宣判所有被告無罪並命令法國政府支付每名被告7380歐羅。

#### SodaStream
2010年，「法國巴勒斯坦團結協會」（Association France Palestine Solidarité）針對以色列企業SodaStream發起抵制運動，他們指控這家公司在約旦河西岸設立了生產線同時又將產品標籤為「以色列製造」，因此聲稱SodaStream在法國「非法銷售」其產品的行為構成「欺詐」而須要負上刑事責任。SodaStream的法國分銷商入禀控告協會的指責，2014年1月法國法院宣判協會不得使用「非法」和「欺詐」的字眼形容SodaStream，並且判協會支付SodaStream四千歐羅作為聲譽受損賠償和二千五百歐羅以承擔對方的法律支出。同時間SodaStream宣布會將位於猶太殖民區的廠房遷移至以色列南部以猶太人居民為主的城市萊哈維姆。

### 德國
於2017年8月，法蘭克福事議會通過了法蘭克福市長尤韋·貝克爾提出的議案以禁止牽涉BDS運動的個體使用該市的資金和公共會場，任何被發現支持過BDS運動的團體都有可能會被扣起市政府的資助金。2018年1月，市長宣布不會與提供BDS運動組織戶口的銀行合作。
2019年5月17日，右翼民粹主義黨派德國另類選擇在德國聯邦議院提出了全國完全禁制BDS運動的法案《19/9757》，但因為得不到其他黨派的支持，而在投票中以62票贊成431票反對2票棄權被否決。取而代之議院通過了另一條較為溫和沒有約束力的動議《19/10191》，譴責BDS運動並建議政府停止資助響應BDS運動的團體，其中德國基督教民主聯盟的阿克塞爾·穆勒在辯論中表示BDS運動在社交媒體上的發言「有時候受到納粹獨裁的意識形態影響」。

#### 格蘭仕訴奧爾登堡市
BDS運動奧爾登堡支部計劃於2016年5月18日邀請以色列民運人士出席BDS論壇，逐支部的成員克里斯托夫·格蘭仕（Christoph Glanz）向奧爾登堡市政府申請租用路德維希文化中心的活動室舉行論壇並獲得初步批准，不過市政府收到多封電郵指其活動可能不合法後認為該活動存在保安隱憂，於是通知格蘭仕他的申請遭到撤銷，格蘭仕相信市政府的決定是出於政治打壓而向奧爾登堡行政法院入禀控訴市政府。法院認為由於市政府在批准了原訴人預約場地申請後才撤銷，因此是違反了德國基本法第5(1)條「所有人皆可透過話語、寫作或藝術，自由抒發和散播己見，並在不受拘束下利用現有資源實踐這個目的」及第8(1)條「集會自由」，因此判市政府敗訴。

#### 里德訴慕尼黑市
慕尼黑市議會於2017年12月13日通過了名為《抵抗所有形式的反猶太主義，不與反猶太主義的BDS運動合作》（Gegen jeden Antisemitismus! - Keine Zusammenarbeit mit der antisemitischen BDS-Bewegung）的動議，這是第一個向BDS運動拒絕批准使用公共場所或基金的德國城市。積極推動市議會立法的夏洛特·克諾布洛赫，是一名納粹大屠殺的生還者並出任慕尼黑猶太人社區主席，她對動議獲得通過表示：「這是慕尼黑對反猶太主義發出了信號。」
2018年4月19日，克勞斯·里德（Klaus Ried）向慕尼黑市博物館申請租用場地舉辦主題為《慕尼黑對言論自由的限制到達什麼程度？市議會2017年12月13日的動議和其影響》（Wie sehr schränkt München die Meinungsfreiheit ein? - Der Stadtratsbeschluss vom 13. Dezember 2017 und seine Folgen）辯論會，預定與會者都是熱衷於政治議題。一周後博物館以活動違反了2017年12月通過的動議——即活動的主題本身為由拒絕了里德的租場申請，由於活動的話題一定會牽涉到BDS運動因此受動議約束。2018年5月30日里德到慕尼黑行政法院入禀控告市政府，認為拒絕場地申請是侵犯了他的言論自由與集會自由權利，但法院以政府場館有權自定租場條約，並認同博物館不是舉辦政治辯論的合適場地的理據因此判原告敗訴。
2020年11月17日，巴伐利亞行政法院（BayVGH）裁定市政府不能基於反猶太主義拒絕里德申請租用公共場所，除非能夠證明其意識形態會即時危及公眾的安全。慕尼黑市長迪特·賴特爾和克諾布洛赫都對裁決表示失望，市政府隨即向德國聯邦最高行政法院提出上訴，案件排期審理。

#### 德國巴勒斯坦婦女協會訴波恩市
德國西部城市波恩每年都會舉辦「波恩多樣化文化與交流節」（Vielfalt! – Bonner Kultur – und Begegnungsfest），與BDS運動有聯繫的「德國巴勒斯坦婦女協會」亦參與了數屆，但當2019年申請參加該活動時，被市議會以5月14日通過了名為《波恩沒有反猶太的BDS運動立足點》（In Bonn ist kein Platz für die antisemitische BDS-Bewegung）動議為由，拒絕了其參與交流節。該動議要求所有市政機構不要提供活動場所予BDS運動組織或附和BDS訴求的組織。
德國巴勒斯坦婦女協會入稟控告波恩市政府，科隆行政法院裁定波恩市政府敗訴，引用了德國基本法第3(1)條「法律面前人人平等」及第5(1)條「所有人皆可透過話語、寫作或藝術，自由抒發和散播己見，並在不受拘束下利用現有資源實踐這個目的」。裁決並指出波恩市議會、北萊茵-西法倫州議會（2018年9月20日）和德國聯邦議會（2019年5月17日）各自通過的反BDS動議並不具有法律約束力，因此不能用來限制現有法律賦予人民的權利。」

### 英國
於2016年2月，當多個市政府的事議會通過抵制來自以色列猶太殖民區的產品的動議後，英國政府發出採購政策禁止公共機構抵制特定種族，該政策在英國國會沒有受到任何阻撓下獲得通過並發表聲明。
公共採購不應該被用於抵制其他國家的供應商，除非那是由英國政府正式頒布的制裁、禁運及其他行政限制措施。
英國政府指市政府的抵制行為可能會損害「社區共融」和英國的「經濟與國際安全」，並警告市政府可能要為持續違反法令而面臨嚴厲的處罰。於2019年12月，英國保守黨政府在首相鮑里斯·約翰遜的領導下，宣布會嘗試通過禁制地方議會支持BDS運動的法例。
於2017年，巴勒斯坦團結運動在獲得貴格會、反武器交易運動和對貧窮宣戰等組織的支持下入禀挑戰退休金法例中涉嫌反BDS的條文。當在高等法院得直後，在上訴法院被判敗訴，最終於2020年4月在最高法院獲判勝訴。上訴團的法律理據是政府沒有權力禁止「基於種族理由而轉移退休金」。最高法院的判決允許了地方政府退休金計劃以抵制以色列的非法的猶太殖民區和封鎖加沙地帶為由轉移基金 。

## 無約束力譴責BDS動議
一些歐美國會或地方議會通過了無法律約束力、象徵式的動議，譴責BDS運動是反猶太主義。
| 通過日期       | 議會                   | 贊成、反對和棄權票數       | 動議內容 |
| -------------- | ---------------------- | -------------------------- | --- |
| 2020年2月27日  | 奧地利國民議會         | 全體一致贊成               | 譴責所有形式包括反以色列的反猶太主義運動，要求政府不要為反猶太團體和質疑以色列政權合法性的組織提供資助。                          |
| 2016年2月22日  | 加拿大國會             | 229票贊成、51票反對        | 譴責BDS運動「將以色列妖魔化及不承認以色列政權」，要求政府譴責所有宣揚BDS運動的加拿大團體和人民，不論是在海外還是在國內。          |
| 2016年12月1日  | 加拿大安大略省省議會   | 49票贊成、5票反對          | 要求議會對抗任何宣揚仇恨、偏見和種族歧視的運動，反對BDS運動對以色列的差別對待。                                                   |
| 2019年10月22日 | 捷克眾議院             |                            | 譴責所有抵制以色列商品、服務和人士的活動和宣言，要求政府不要為宣揚抵制以色列的團體提供資助。                                      |
| 2016年3月18日  | 法國圖盧茲市議會       |                            | 譴責抵制以色列運動，特別是BDS運動，拒絕為抵制以色列運動提供活動場所和資助。                                                       |
| 2019年5月17日  | 德國聯邦議院           |                            | 反對任何形式的反猶太主義、譴責BDS運動，要求政府不要為反猶太團體和質疑以色列政權合法性的組織提供活動場所。                         |
| 2020年6月      | 西班牙巴利阿里群島議會 |                            | 譴責BDS運動是反猶太主義，要求政府不要為抵制以色列的團體提供資助或場地，並聲稱反猶太主義活動因為受到2019冠状病毒病疫情影響而加劇。 |
| 2020年7月23日  | 美國聯邦眾議院         | 398票贊成、17票反對        | 反對針對以色列的BDS運動，促進以色列和巴勒斯坦重返談判桌解決紛爭，確認美國人民抗議和批評政府的憲法權利。                           |
| 2016年2月9日   | 美國亞拉巴馬州參議院   |                            | 譴責BDS運動。 |
| 2014年4月11日  | 美國佛羅里達州參議院   | 36票贊成、0票反對          | 譴責學院參與抵制以色列。 |
| 2015年4月29日  | 美國印第安納州參議院   |                            | 譴責BDS運動。 |
| 2015年6月23日  | 美國賓夕法尼亞州眾議院 | 193票贊成、0票反對         | 譴責BDS運動。 |
| 2015年9月21日  | 美國賓夕法尼亞州參議院 | 49票贊成、0票反對          | 譴責BDS運動。 |
| 2017年12月5日  | 美國俄亥俄州眾議院     | 92票贊成、2票反對          | 譴責BDS運動。 |
| 2014年2月18日  | 美國南卡羅來納州眾議院 |                            | 譴責學院參與抵制以色列。 |
| 2019年2月13日  | 美國南達科他州眾議院   | 25票贊成、10票反對         | 表態支持以色列，譴責BDS運動。 |
| 2015年4月21日  | 美國田納西州議會       | 30票贊成                   | 譴責BDS運動和日益增加的反猶太暴力。                                                                                               |
| 2016年3月9日   | 美國維珍尼亞州眾議院   | 86票贊成、5票反對、9票棄權 | 譴責反以色列的BDS運動。 |
| 2014年1月30日  | 美國費城市議會         |                            | 譴責美國研究學會（ASA）參與抵制以色列。                                                                                           |

2020年7月16日美國索馬里裔聯邦眾議員伊爾汗·奧馬爾提出了《為了追求國家和海外的民權和人權而參與政治抵制的權利》動議。雖然該動議沒有任何關於BDS運動的字眼，但被視作是回應先前提出的譴責BDS運動動議。動議轉交相關委員會後並未獲得呈上議會辯論或投票。

### 發言原文
1. ↑  內塔尼亞胡：Whoever boycotts us will be boycotted. The UN Human Rights Council is a biased body that is devoid of influence. Not for nothing have I already ordered the severing of ties with it. It was also not for nothing that the American administration has taken this step together with us. In recent years, we have promoted laws in most US states, which determine that strong action is to be taken against whoever tries to boycott Israel.
2. ↑  美國最高法院：boycotts and related activities to bring about political, social and economic change are political speech, occupying the highest rung of the hierarchy of First Amendment values.
3. ↑  inherently expressive
4. ↑  阿肯色州地區法院：neither speech nor inherently expressive conduct

### 引用
1. ↑  哈佛法律評論 2020: Such logic might have required the antiapartheid movement to address not just injustice by white South Africans, but also abuses by the black African National Congress leadership or by other African countries. ... Iran, ..., self-defines based on religion, yet current U.S. refusals to buy from Iran do not give rise to anti-Shia religious discrimination claims
2. ↑  BDS運動德國抗議信 2018: The fact is that more than 40 Jewish organizations around the world advocate for BDS and oppose equating criticism of Israeli policies with anti-Semitism. The Auschwitz survivor Esther Bejerano, who was a member of the Auschwitz Orchestra, also supports BDS
3. ↑  猶太虛擬圖書館: To date, 35 states have adopted laws, executive orders or resolutions that are designed to discourage boycotts against Israel.
4. ↑  哥倫比亞國際法雜誌 2018-05: Though the specific provisions of anti-BDS laws vary widely, they have taken two primary forms: (1) contract-focused laws that condition the receipt of government contracts on an entity certifying that it is not boycotting and will not boycott Israel; and (2) investment-focused laws that mandate public investment funds to divest from entities involved in boycotts of Israel.
5. ↑  合法支持巴勒斯坦 2020: 紐約時報 editorial board criticized the Israel Anti-Boycott Act as "clearly part of a widening attempt to silence one side of the debate." The Los Angeles Times editorial board was unequivocal that boycott and divestment campaigns are protected by the First Amendment.
6. ↑  布魯金斯學會 2020-01-08.
7. ↑  猶太當今 2019-11-22.
8. ↑  前進 2020-08-31.
9. ↑  The Tower 2015.
10. 1 2  今日美國 2019.
11. 1 2  Vice新聞 2019-03-19.
12. ↑  巴勒斯坦研究期刊 2020-02-01，第76頁.
13. ↑  中東監察者 2020.
14. ↑  哈佛法律評論 2020: As nine states argued in an amicus brief: it is "intuitively obvious . . . [that] targeting a particular group (and those associating with them) for the intentional infliction of economic harm is discrimination, by definition," and BDS does just that.
15. ↑  哈佛法律評論 2020: Because there is no specific test for whether a consumer boycott constitutes discrimination, courts can instead look to two types of discrimination widely recognized in existing law: discriminatory intent and disparate impact discrimination.
16. ↑  哈佛法律評論 2016: And because political boycotts are directed at issues of public concern, they are protected activities that "rest[] on the highest rung of the hierarchy of First Amendment values."
17. ↑  芝加哥每日法律公報 2019-05-01: Those defending the constitutionality of the laws, like Kontorovich, maintain the trial court misinterpreted Claiborne to convey First Amendment protections to all activities associated with boycotts. "The actual issue at hand [in Claiborne] involves actual boycott organizing activities, basically calling on people to boycott and promoting a boycott, that is speech," he said. "The state can still get contracts under the state law if they say 'We hate Israel and we think Israel should be boycotted.' … They are entirely entitled to contract with the state because that's speech. … Boycotting Israel by itself does not tell you anything about the motives of the boycott."
18. ↑  Lawfare部落格 2019: In the Arkansas case, Arkansas Times v. Waldrip, the district court ruled that boycotts against Israel, as defined by the statute, are not protected by the First Amendment. Relying on FAIR, the court found that boycotts are not protected "inherently expressive conduct" because "a refusal to deal, or particular commercial purchasing decisions, do not communicate ideas through words or other expressive media." The court similarly concluded that Claiborne was not on point as it "did not 'address purchasing decisions or other non-expressive conduct'" and instead reached only "meetings, speeches, and non-violent picketing."
19. ↑  芝加哥每日法律公報 2019-05-01: "I think the court has clearly said in Rumsfeld v. FAIR that the decision of who you do business with or not, even when you have a clear ideological motive, does not become expressive," said Eugene Kontorovich, a professor at George Mason University Antonin Scalia Law School and a director at the Kohelet Policy Forum in Jerusalem.
20. ↑  哥倫比亞國際法雜誌 2018-05: While an observer could mistake the actions of a BDS boycotter as motivated by something other than specific beliefs about Israel's treatment of Palestinians—for example, anti-semitism — the expressive quality of BDS boycotts is more palpable than the pragmatic recruitment events in Rumsfeld. Particularly as boycotts of Israel have become more widespread and publicized, it is increasingly reasonable to infer a boycotter's political motivations from merely observing their conduct.
21. ↑  芝加哥每日法律公報 2019-05-01: Hauss, one of those attorneys, argued FAIR shouldn't control because that case didn't concern a consumer boycott movement and neither the word 'boycott' nor any citation to Claiborne appears anywhere in the FAIR ruling. "The notion that FAIR could overrule Claiborne, without even mentioning it, doesn't really pass the laugh test," Hauss said. "I think everyone understands when someone is participating in a BDS boycott that they are expressing something."
22. ↑  哈佛法律評論 2016: Kontorovich has advanced this conduct-based argument, analogizing the anti-BDS statute to President Obama's executive order forbidding federal contractors from discriminating against employees on the basis of sexual orientation.... But this definition would cover the Claiborne Hardware boycott, which was directed at white merchants. Participation in a political boycott, even if it has a racial dimension, cannot be equated with a simple act of discrimination.
23. ↑  哥倫比亞國際法雜誌 2018-05: Furthermore, Kontorovich's argument appears to conflict with the basic factual circumstances of Claiborne, in which the NAACP and other groups specifically and deliberately targeted white-owned businesses. That is, the boycotters discriminated on the basis of race, which, according to the argument of Cuomo, Kontorovich, and others, would justify the government banning the boycott altogether.
24. ↑  哈佛法律評論 2016: ... under the doctrine of "unconstitutional conditions," which holds that the government "may not deny a benefit to a person on a basis that infringes his constitutionally protected interests — especially, his interest in freedom of speech," this distinction between direct and indirect burdens on protected speech makes no constitutional difference. In fact, the Supreme Court has applied the doctrine to directly hold that the state cannot terminate contracts in retaliation for a contractor's exercise of First Amendment rights.
25. ↑  哈佛法律評論 2016: As noted above, in the case of the anti-BDS statute, it is difficult to argue that a company's decision to boycott a particular nation is related to its ability to perform a contract for which it bids. Instead, the state is using its economic leverage to discourage protected boycott activity. With the unconstitutional conditions doctrine "undergoing something of a renaissance in the Roberts Court," the Court could well use AID's formulation of the doctrine to invalidate the anti-BDS statute even if it stopped short of extending First Amendment protection to all new bidders.
26. ↑  亞利桑那州議會: 亞利桑那州修訂法令，第35篇《公共財政》，第2章《公共基金的運用》，第9條《抵制與撤資以色列》，第393節《定義》："Boycott" means engaging in a refusal to deal, terminating business activities or performing other actions that are intended to limit commercial relations with entities doing business in Israel or in territories controlled by Israel, if those actions are taken either: (a) Based in part on the fact that the entity does business in Israel or in territories controlled by Israel. (b) In a manner that discriminates on the basis of nationality, national origin or religion and that is not based on a valid business reason.
27. ↑  哥倫比亞國際法雜誌 2018-05，第130頁: This provision extends far beyond the standard dictionary definition of "boycott," which would merely encompass a refusal to deal, though the precise limits of the statutory prohibition are not clear.
28. ↑  哥倫比亞國際法雜誌 2018-05，第131頁: However, divestment could fall within the broad definitions of "boycott" of many of the statutes, even if the definitions do not explicitly cover such conduct. ... In the four state laws that explicitly mention "sanctions," the specific language regarding sanctions is not written in a way that would be enforceable against a business.
29. ↑  哈佛法律評論 2016: Claiborne Hardware had not yet been decided in 1979, so it was not yet clear that participation in a political boycott was protected First Amendment activity. Today, the federal antiboycott statutes may be unconstitutional.
30. ↑  哈佛法律評論 2016: A key feature of both federal statutes is that they apply only to boycotts organized by foreign nations against allies of the United States.
31. ↑  巴勒斯坦團結法律支援 2015: That act of Congress in 1979 was a rider to legislation regulating US exports and it was intended to counter participation in the Arab League's boycott of Israel. Specifically, the anti-boycott law prohibited participation in a boycott in cooperation with a foreign country. In no way did that legislation apply to boycotts undertaken as a matter of social, political or moral conscience; nor could it, under core First Amendment principles that protect boycotts undertaken to protest foreign or domestic governmental policies or actions.
32. ↑  芝加哥每日法律公報 2019-05-01: Attorney Marc Greendorfer founded the Zachor Legal Institute, a think tank focused on legal challenges to the BDS movement. He said the Longshoremen case shows that the government can limit boycotts that serve as political protest of foreign nations' conduct. "It happens to be the case that International Longshoremen's involved unions, but it also involved directly analogous fact patterns," Greendorfer said.
33. ↑  羅格斯法律評論 2020，第1323頁: However, the Court's analysis made it clear that International Longshoremen was a case about laborlaw under the NLRA, rather than a case about individual rights or the boycott of foreign entities. ... Labor union boycotts have consistently "been analyzed differently than boycotts of business or civil rights groups"
34. ↑  美國眾議院法案4009.
35. ↑  以色列時報 2015-02.
36. ↑  猶太電訊媒介 2015-02-10.
37. ↑  耶路撒冷郵報 2015-02-10.
38. ↑  追踪美國政府 2020-04-18.
39. 1 2  國會監察者 2017-10-30.
40. ↑  國土報 2015-03-27.
41. ↑  共同夢想 2019-01-29.
42. 1 2  全球言論自由：約達爾.
43. ↑  國會研究處 2019-12-03，第21頁.
44. 1 2  全球言論自由：孔茨.
45. ↑  國會研究處 2019-12-03 2019，第21頁.
46. ↑  合法支持巴勒斯坦：堪薩斯.
47. 1 2  全球言論自由：沃爾德里.
48. 1 2  言論自由學院 2019-04-16.
49. ↑  新聞自由記者委員會 2019-07-02.
50. ↑  猶太刊 & 2019-06-11.
51. ↑  公正網 2021-02-12.
52. ↑  半島電視台 2020: Martin says she was invited ... at a media conference in Georgia Southern University on February 28.
53. ↑  半島電視台 2020.
54. ↑  美國以色列關係評議會 2020-02-10.
55. ↑  美通社 2021-05-24.
56. 1 2  全球言論自由：阿瑪維.
57. ↑  Casetext Search + Citator 2019-04-25.
58. ↑  The Intercept 2019-04-26: By any name, that's free speech and free speech is the north star of our democracy. It's foundational, and this decision underlines that no issue of importance can be addressed if the speech about it is stymied, or worse, silenced.
59. ↑  半島電視台 2019.
60. ↑  以色列時報 2018-01-08.
61. ↑  衛報 2018-01-07.
62. ↑  i24news 2018-01-07.
63. ↑  耶路撒冷郵報 2020-08-13.
64. ↑  紐約時報 2019-08-15: Thursday's decision was the first time the law was used against American lawmakers, though seven French politicians and European Union parliamentarians were denied entry in late 2017, according to The Jerusalem Post.
65. ↑  rabble.ca 2016-05-19.
66. ↑  溫哥華市議會 2019-07-23.
67. ↑  Mondoweiss 2019-07-26.
68. ↑  獨立猶太之聲 2019-07-26.
69. 1 2  國土報 2015-02-15.
70. ↑  耶路撒冷郵報 2016-04-27.
71. 1 2  濫用法律：以法律作為戰爭武器 2016，第251頁.
72. 1 2  de Leo 2020.
73. ↑  猶太電訊媒介 2015-10-23.
74. ↑  Bot 2019.
75. ↑  de Leo 2020: ... incitement to discrimination under section 24 (8) of the Law of 29 July 1881.
76. ↑  西蒙·維森塔爾中心2020.
77. ↑  電子起義 2013-11-21.
78. 1 2  全球言論自由：巴爾達西.
79. ↑  de Leo 2020: By stressing that everyone has the right to call for a boycott of Israeli products, as long as it does not turn to incitement to intolerance, violence or hate, the Court firmly and categorically rejected the idea that the BDS movement is discriminatory and anti-Semitic in itself.
80. ↑  濫用法律：以法律作為戰爭武器 2016，第251-2頁.
81. ↑  以色列時報 2017-08-26.
82. ↑  非政府組織監察者 2019-05-22.
83. 1 2  德國聯邦議院 2019-05-17.
84. ↑  德國之聲 2019-05-17.
85. ↑  全球言論自由：奧爾登堡.
86. ↑  慕尼黑事議會 2017-12-13.
87. ↑  耶路撒冷郵報 2017-12-14.
88. ↑  耶路撒冷郵報 2018-10-24.
89. ↑  全球言論自由：慕尼黑.
90. ↑  南德意志報 2020-11-19.
91. ↑  巴伐利亞行政法院 2020-11-19.
92. ↑  波恩市政府 2019-05-14.
93. ↑  歐洲巴勒斯坦協力委員協會 2019-09-19.
94. ↑  全球言論自由：波恩.
95. ↑  獨立報 2016-02-17.
96. ↑  獨立報 2019-12-16.
97. ↑  國土報 2019-11-24.
98. ↑  中東眼 2020-04-29.
99. ↑  奧地利國民議會 2020-02-27.
100. ↑  奧地利駐美華盛頓特區大使館 2020-02-28.
101. ↑  加拿大國會 2016-02-22.
102. ↑  安大略省省議會 2016-12-01.
103. ↑  公共誠信中心 2019-05-01.
104. ↑  圖盧茲市議會 2016-03-18.
105. ↑  紐約時報 2019-05-07.
106. ↑  巴利阿里群島議會 2020-05-22.
107. ↑  猶太電訊媒介 2020-06-22.
108. ↑  美國聯邦國會116眾議院動議246.
109. ↑  亞拉巴馬州參議院動議6.
110. ↑  佛羅里達州參議院動議894.
111. ↑  印第安納州參議院動議74.
112. ↑  賓夕法尼亞州眾議院動議370.
113. ↑  賓夕法尼亞州參議院動議136.
114. ↑  俄亥俄州眾議院動議10.
115. ↑  南卡羅來納州眾議院4635.
116. ↑  南達科他州眾議院動議1005.
117. ↑  田納西州議會動議170.
118. ↑  維珍尼亞州眾議院動議177.
119. ↑  費城市議會動議140029.
120. ↑  美國聯邦國會116眾議院動議496.

### 來源

#### BDS運動團體
- . BDS運動網. 2012-07-12  [2020-08-19]. （原始内容存档于2021-06-18）.
- (PDF), BDS運動德國, 2018-12-22  [2020-06-07], （原始内容存档 (PDF)于2021-06-07）

#### 書籍
- Abunimah, Ali. . Haymarket Books. 2014-03-03: 133–  [2021-06-03]. ISBN 978-1-60846-347-3. （原始内容存档于2021-06-18）.
- Tripp, Charles. . Cambridge University Press. 2013-02-25  [2021-06-03]. ISBN 978-0-521-80965-8. （原始内容存档于2014-01-01）.
- Kittrie, Orde F. . Oxford University Press. 2016: 430–  [2021-06-03]. ISBN 978-0-19-026357-7. （原始内容存档于2021-06-03）.

#### 法律觀點
- . 哈佛法律評論. 2020-02-10  [2020-08-28]. （原始内容存档于2021-06-03）.
- . 哈佛法律評論. 2016-05-10  [2020-11-01]. （原始内容存档于2021-06-19）.
- Mansur, Sarah. . 芝加哥每日法律公報（英语：Chicago Daily Law Bulletin）. 2019-05-01  [2020-08-27].
- Sobel, Nathaniel. . Lawfare. 2019-03-19  [2020-08-13]. （原始内容存档于2021-06-03）.
- Cuffman, Timothy. . 哥倫比亞國際法雜誌（英语：Columbia Journal of Transnational Law）. 2018-05-29  [2020-08-14]. SSRN 3186369 . doi:10.2139/ssrn.3186369. （原始内容存档于2021-09-25）.
- de Leo, Andreina. . Opinio Juris. 2020-06-16  [2020-11-05]. （原始内容存档于2021-06-14）.
- Bot, Michiel. . Transnational Legal Theory. 2019, 10 (3–4): 421–445  [2021-06-03]. S2CID 203154725. doi:10.1080/20414005.2019.1672134 . （原始内容存档于2021-06-03）.
- (PDF). 羅格斯法律評論（英语：Rutgers Law Review） (羅格斯大學). 2020-05-15, 70 (5): 1304  [2021-06-03]. （原始内容存档 (PDF)于2021-06-03）.
- Zanotti, Jim; Weiss, Martin A.; Brannon, Valerie C.; Elsea, Jennifer K.  (PDF). 國會研究處. 2019-12-03  [2021-06-03]. （原始内容存档 (PDF)于2020-10-19）.
- (PDF). Palestine Solidarity Legal Support. 2015-03  [2021-06-08]. （原始内容存档 (PDF)于2019-10-23）.
- . 新聞自由記者委員會（英语：Reporters Committee for Freedom of the Press）. 2019-07-02  [2021-06-03]. （原始内容存档于2021-06-03）.
- , 公正網, 2021-02-12  [2021-06-03], （原始内容存档于2021-06-04）
- . Casetext Search + Citator. 2019-04-25  [2021-06-03]. （原始内容存档于2021-06-03）.

#### 合法支持巴勒斯坦
- . 合法支持巴勒斯坦. 2020-01-17  [2021-06-03]. （原始内容存档于2021-06-23）.
- . 合法支持巴勒斯坦. 2020-06-01  [2020-08-22]. （原始内容存档于2021-06-04）.
- . 合法支持巴勒斯坦. 2020-04-01  [2020-08-18]. （原始内容存档于2021-06-04）.
- . 合法支持巴勒斯坦. 2017-07-31  [2020-08-22]. （原始内容存档于2021-06-03）.
- . 合法支持巴勒斯坦. 2019-10-17  [2020-08-18]. （原始内容存档于2021-06-03）.
- . 合法支持巴勒斯坦. 2019-12-17  [2020-08-15]. （原始内容存档于2021-06-04）.
- . 合法支持巴勒斯坦.   [2020-08-20]. （原始内容存档于2021-06-04）.
- . 合法支持巴勒斯坦. 2020-05-18  [2020-08-20]. （原始内容存档于2021-06-04）.
- . 合法支持巴勒斯坦. 2019-04-16  [2020-08-23]. （原始内容存档于2021-06-04）.
- . 合法支持巴勒斯坦. 2017-10-23  [2020-08-22]. （原始内容存档于2021-06-04）.
- . 合法支持巴勒斯坦. 2017-01-18  [2020-08-22]. （原始内容存档于2021-06-03）.
- . 合法支持巴勒斯坦. 2019-03-03  [2020-08-20]. （原始内容存档于2021-06-18）.
- . 合法支持巴勒斯坦. 2018-02-25  [2020-08-21]. （原始内容存档于2021-06-08）.
- . 合法支持巴勒斯坦.   [2020-08-20]. （原始内容存档于2021-06-04）.
- . 合法支持巴勒斯坦.   [2020-08-23]. （原始内容存档于2021-06-05）.
- . 合法支持巴勒斯坦. 2019-04-16  [2020-08-19]. （原始内容存档于2021-06-18）.
- . 合法支持巴勒斯坦. 2020-07-14  [2020-08-23]. （原始内容存档于2021-06-03）.
- . 合法支持巴勒斯坦. 2020-04-01  [2020-11-10]. （原始内容存档于2021-06-03）.

#### 哥倫比亞大學全球言論自由
- . 哥倫比亞大學全球言論自由.   [2020-08-18]. （原始内容存档于2021-06-03）.
- . 哥倫比亞大學全球言論自由.   [2020-08-19]. （原始内容存档于2021-06-03）.
- . 哥倫比亞大學全球言論自由.   [2020-08-14]. （原始内容存档于2021-03-03）.
- . 哥倫比亞大學全球言論自由.   [2020-08-24]. （原始内容存档于2021-06-03）.
- . 哥倫比亞大學全球言論自由.   [2021-06-03]. （原始内容存档于2021-06-04）.
- . 哥倫比亞大學全球言論自由.   [2021-06-06]. （原始内容存档于2021-06-06）.
- . 哥倫比亞大學全球言論自由.   [2021-06-06]. （原始内容存档于2021-06-06）.
- . 哥倫比亞大學全球言論自由.   [2021-06-06]. （原始内容存档于2021-06-06）.

#### 歐美新聞媒體
- . 憲法權利中心（英语：Center for Constitutional Rights）. 2014-04-07  [2020-08-19].
- . 憲法權利中心（英语：Center for Constitutional Rights）. 2016-04-18  [2020-08-20].
- . 憲法權利中心（英语：Center for Constitutional Rights）. 2017-11-16  [2020-08-19]. （原始内容存档于2024-05-10）.
- . 憲法權利中心（英语：Center for Constitutional Rights）. 2018-03-09  [2020-08-19]. （原始内容存档于2024-05-10）.
- Wright, Jared. . 科羅拉多政治. 2016-03-18  [2020-08-20]. （原始内容存档于2021-06-04）.
- Kane, Alex. . The Intercept. 2019-03-25  [2020-09-12]. （原始内容存档于2021-06-08）.
- Greenwald, Glenn. . The Intercept. 2019-04-26  [2021-06-03]. （原始内容存档于2021-06-10）.
- Barton, Ryland. . WFPL. 2018-11-18  [2020-08-23]. （原始内容存档于2021-06-04）.
- Schmidt, Peter. . 高等教育紀事報. 2014-01-02  [2014-01-04]. （原始内容存档于2014-01-05）. 参数|newspaper=与模板{{cite web}}不匹配（建议改用{{cite news}}或|website=） (帮助)
- Bakeman, Jessica. . 政客. 2013-12-27  [2020-11-09]. （原始内容存档于2020-11-10）.
- Offenhartz, Jake. . Gothamist. 2017-09-13  [2020-08-18]. （原始内容存档于2020-11-12）.
- . 紐約民間自由聯盟（英语：New York Civil Liberties Union）. 2017-09-11  [2020-08-18]. （原始内容存档于2021-06-04）.
- Seiler, Casey. . 國會機密. 2014-01-28  [2020-11-09]. （原始内容存档于2021-06-19）.
- . 紐約時報. 2014-02-04  [2020-08-25]. （原始内容存档于2021-06-03）.
- Bennhold, Katrin. . 紐約時報. 2019-05-17  [2019-05-23]. （原始内容存档于2021-06-19）.
- Chokshi, Niraj. . 紐約時報. 2019-08-15  [2020-11-09]. （原始内容存档于2021-06-08）.
- Goldberg, Michelle. . 國家. 2014-01-29  [2021-06-03]. （原始内容存档于2021-06-18）.
- Norton, Ben. . 沙龍（英语：Salon (website)）. 2016-06-06  [2020-08-27]. （原始内容存档于2021-06-19）.
- . 新聞12（英语：News 12 Networks）長島. 2017-07-12  [2020-08-18]. （原始内容存档于2019-01-05）.
- Weinthal, Benjamin; Romirowsky, Asaf. . 紐約郵報. 2016-05-11  [2020-11-09]. （原始内容存档于2021-06-04）.
- 葛謨, 安德魯. . 華盛頓郵報. 2016-06-10  [2020-09-21]. （原始内容存档于2021-06-19）.
- Redden, Elizabeth. . 高等教育內幕（英语：Inside Higher Ed）. 2017-03-09  [2020-11-09]. （原始内容存档于2021-06-03）.
- Redden, Elizabeth. . 高等教育內幕（英语：Inside Higher Ed）. 2016-04-21  [2017-07-13]. （原始内容存档于2021-06-19）. 参数|newspaper=与模板{{cite web}}不匹配（建议改用{{cite news}}或|website=） (帮助)
- Redden, Elizabeth. . 高等教育內幕（英语：Inside Higher Ed）. 2019-02-06  [2019-02-06]. （原始内容存档于2021-06-03）. 参数|newspaper=与模板{{cite web}}不匹配（建议改用{{cite news}}或|website=） (帮助)
- Redden, Elizabeth. . 高等教育內幕（英语：Inside Higher Ed）. 2017-12-12  [2019-02-04]. （原始内容存档于2021-06-03）. 参数|newspaper=与模板{{cite web}}不匹配（建议改用{{cite news}}或|website=） (帮助)
- Forman, Carmen. . 俄克拉荷馬報（英语：The Oklahoman）. 2020-03-04  [2020-11-09]. （原始内容存档于2020-04-07）.
- Briggs, James. . 印第安納波利斯星報. 2016-03-03  [2020-08-16]. （原始内容存档于2020-11-08）.
- (PDF). 美國公民自由聯盟艾奥瓦. 2016-02-24  [2021-06-03]. （原始内容存档 (PDF)于2019-10-25）.
- Powers, Scott. . 佛羅里達政治. 2019-05-01  [2020-11-10]. （原始内容存档于2021-06-06）.
- Oltermann, Philip. . 衛報. 2019-05-17  [2019-05-17]. （原始内容存档于2021-06-03）.
- Beaumont, Peter. . 衛報. 2018-01-07  [2021-06-03]. （原始内容存档于2021-05-15）.
- . 今日美國. 2019-05-01  [2020-09-11]. （原始内容存档于2021-06-03）.
- Essley White, Liz. . 公共誠信中心. 2019-05-01  [2021-06-09]. （原始内容存档于2021-06-03）.
- . 路易斯·布蘭迪斯人權法中心（英语：Louis D. Brandeis Center for Human Rights Under Law）. 2016-04-20  [2020-08-21]. （原始内容存档于2021-06-03）.
- Johnson, Jake, , 共同夢想（英语：Common Dreams）, 2019-01-29  [2021-06-04], （原始内容存档于2021-06-04）
- . 美通社. 2021-05-24  [2021-06-03]. （原始内容存档于2021-05-25）.
- . rabble.ca. 2016-05-19  [2021-06-03]. （原始内容存档于2021-06-03）.
- Wetzel, Jakob, , 南德意志報, 2020-11-19  [2021-06-07], （原始内容存档于2021-05-27）
- Stone, Jon. . 獨立報. 2016-02-17  [2021-06-03]. （原始内容存档于2021-06-03）.
- Osborne, Samuel. . 獨立報. 2019-12-16  [2021-06-03]. （原始内容存档于2021-06-04）.
- Knight, Ben, , 德國之聲, 2019-05-17  [2021-06-09], （原始内容存档于2021-06-18）
- , Vice新聞, 2019-03-19  [2021-06-12], （原始内容存档于2021-06-11）

#### 以色列、猶太或錫安主義背景媒體
- . 猶太虛擬圖書館（英语：Jewish Virtual Library）.   [2021-05-01]. （原始内容存档于2021-06-24）.
- . The Tower月刊（英语：The Tower Magazine）. 2015-06-05  [2020-09-11]. （原始内容存档于2021-06-04）.
- Pink, Aiden. . 前進（英语：The Forward）. 2020-08-31  [2020-09-10]. （原始内容存档于2021-06-18）.
- Jacobs, Michael; Schechter, Dave. . 阿特蘭大猶太時報（英语：Atlanta Jewish Times）. 2017-11-21  [2020-08-20]. （原始内容存档于2021-06-03）.
- Saltzberg, Emma. . 猶太當今（英语：Jewish Currents）. 2019-11-22  [2020-11-02]. （原始内容存档于2021-06-19）.
- Friedman, Lara. . 猶太當今（英语：Jewish Currents）. 2020-02-20  [2020-11-10]. （原始内容存档于2021-06-03）.
- Dolsten, Josefin. . 猶太電訊媒介（英语：Jewish Telegraphic Agency）. 2015-10-23  [2020-08-14]. （原始内容存档于2021-06-04）.
- Liphshiz, Cnaan. . 猶太電訊媒介（英语：Jewish Telegraphic Agency）. 2020-06-22  [2020-11-09]. （原始内容存档于2021-03-04）.
- , 猶太電訊媒介（英语：Jewish Telegraphic Agency）, 2015-02-10  [2021-06-08], （原始内容存档于2018-07-15）
- Bandler, Aaron. . 猶太刊（英语：The Jewish Journal of Greater Los Angeles）. 2020-05-20  [2020-08-22]. （原始内容存档于2021-06-04）.
- . 猶太刊（英语：The Jewish Journal of Greater Los Angeles）. 2019-06-11  [2021-06-03]. （原始内容存档于2021-06-04）.
- Stoil, Rebecca Shimoni. . 以色列時報. 2015-07-24  [2020-08-18]. （原始内容存档于2021-03-09）.
- . 以色列時報. 2016-01-10  [2020-08-16]. （原始内容存档于2021-06-08）.
- . 以色列時報. 2016-02-22  [2020-08-20]. （原始内容存档于2021-06-04）.
- Shimoni Stoil, Rebecca, , 以色列時報, 2015-02-10  [2021-06-03], （原始内容存档于2021-06-09）
- . 以色列時報. 2018-01-08  [2021-06-03]. （原始内容存档于2021-06-03）.
- . 以色列時報. 2017-08-26  [2021-06-03]. （原始内容存档于2021-06-04）.
- Bob, Yonah Jeremy. . 耶路撒冷郵報. 2016-10-16  [2020-08-18]. （原始内容存档于2021-06-05）.
- Joffre, Tzvi. . 耶路撒冷郵報. 2019-06-12  [2021-06-03]. （原始内容存档于2021-07-01）.
- Wilner, Michael, , 耶路撒冷郵報, 2015-02-10  [2021-06-03], （原始内容存档于2021-06-04）
- Harkov, Lahav. . 耶路撒冷郵報. 2020-08-13  [2021-06-03]. （原始内容存档于2021-06-03）.
- Weinthal, Benjamin, , 耶路撒冷郵報, 2016-04-27  [2021-06-03], （原始内容存档于2021-06-07）
- Winthal, Benjamin. . 耶路撒冷郵報. 2017-12-14  [2021-06-06]. （原始内容存档于2021-06-06）.
- Winthal, Benjamin. . 耶路撒冷郵報. 2018-10-24  [2021-06-06]. （原始内容存档于2021-06-09）.
- . 西蒙·維森塔爾中心. 2020-07-16  [2020-08-14]. （原始内容存档于2021-07-21）.
- . 美國錫安主義者組織（英语：Zionist Organization of America）. 2016-06-10  [2020-08-18]. （原始内容存档于2021-06-03）.
- , 非政府組織監察者（英语：NGO Monitor）, 2019-05-22  [2021-06-08], （原始内容存档于2021-06-03）
- , 國土報, 2015-03-27  [2021-06-03], （原始内容存档于2015-09-24）
- , 國土報, 2015-02-15  [2021-06-03], （原始内容存档于2017-09-21）
- . 國土報. 2019-11-24  [2021-06-03]. （原始内容存档于2021-06-11）.
- . i24news. 2018-01-07  [2021-06-03]. （原始内容存档于2018-11-21）.
- . 獨立猶太之聲（英语：Independent Jewish Voices (Canada)）. 2019-07-26  [2021-06-03]. （原始内容存档于2021-06-19）.

#### 巴勒斯坦或阿拉伯背景媒體
- Ajeen, Ayan. . 美國以色列關係評議會（英语：Council on American–Islamic Relations）. 2020-03-12  [2020-12-02]. （原始内容存档于2021-06-04）.
- . 半島電視台. 2019-01-10  [2020-11-02]. （原始内容存档于2020-11-08）.
- . 半島電視台. 2020-02-10  [2020-12-02]. （原始内容存档于2021-06-03）.
- Lewis, Renee. . 半島電視台美國. 2015-08-25  [2020-11-09]. （原始内容存档于2014-02-04）.
- Silver, Charlotte. . 電子起義（英语：The Electronic Intifada）. 2016-04-24  [2020-09-13]. （原始内容存档于2021-06-18）.
- Abunimah, Ali. . 電子起義（英语：The Electronic Intifada）. 2013-11-21  [2021-06-03]. （原始内容存档于2021-06-19）.
- Barrows-Friedman, Nora. . 電子起義（英语：The Electronic Intifada）. 2018-07-10  [2020-09-12]. （原始内容存档于2021-06-03）.
- Nguyen, Phan. . Mondoweiss. 2012-02-22  [2020-09-12]. （原始内容存档于2021-06-18）.
- Nguyen, Phan. . Mondoweiss. 2015-05-29  [2020-08-19]. （原始内容存档于2021-06-09）.
- Horowitz, Adam. . Mondoweiss. 2019-07-26  [2021-06-03]. （原始内容存档于2021-05-15）.
- . 中東監察者（英语：Middle East Monitor）. 2020-11-18  [2020-12-02]. （原始内容存档于2021-06-03）.
- . 中東眼. 2020-01-17  [2020-11-28]. （原始内容存档于2021-01-26）.
- . 中東眼. 2020-04-29  [2021-06-03]. （原始内容存档于2021-06-03）.
- . Friends of Sabeel Colorado. 2014-03-10  [2020-08-20]. （原始内容存档于2021-06-03）.
- (PDF), 美國以色列關係評議會（英语：Council on American–Islamic Relations）, 2020-02-10  [2021-06-03], （原始内容存档 (PDF)于2021-05-25）
- . European Coordination of Committees and Associations for Palestine. 2019-09-19  [2021-06-06]. （原始内容存档于2021-06-06）.
- . 巴勒斯坦權益運動美國. 2018-05-22  [2020-09-12]. （原始内容存档于2021-05-26）.

#### 法律、法案與動議
- Orr, Arthur. . LegiScan. Alabama Senate. 2016  [2020-11-09]. （原始内容存档于2021-06-03）. Public contracts, governmental entities precluded from entering into contracts with entities that boycott certain persons or entities with whom this state enjoys open trade
- Fann, Karen. . LegiScan. Arizona Senate. 2020  [2020-11-09]. （原始内容存档于2021-06-04）. Anti-semitism; crime reporting; aggravating factor.
- Klein, Jeffrey. . LegiScan. New York Senate. 2014  [2020-11-09]. （原始内容存档于2020-11-16）. Prohibits the use of state aid by colleges and universities to fund or provide membership in academic institutions that are boycotting a country or higher education institutions of a country.
- Phillips, Elaine. . LegiScan. New York Senate. 2017  [2021-06-03]. （原始内容存档于2021-06-04）. Relates to purchasing restrictions and persons boycotting American allies.
- Phillips, Elaine. . LegiScan. New York Senate. 2017  [2021-06-03]. （原始内容存档于2021-06-04）. Prohibits certain student organizations which participate in discrimination or intolerance from receiving funding from SUNY, CUNY or community colleges.
- Klein, Jeffrey. . LegiScan. New York Senate. 2017  [2021-06-03]. （原始内容存档于2021-06-03）. Prohibits the use of state aid by colleges and universities to fund or provide membership in academic institutions that are boycotting a country or higher education institutions of a country.
- Bloom, Richard. . LegiScan. California Assembly. 2016  [2021-06-03]. （原始内容存档于2021-06-04）. An act to add Section 2010 to the Public Contract Code, relating to public contracts.
- McBride, Mark; Weaver, Darrell. . LegiScan. Oklahoma House. 2020  [2021-06-03]. （原始内容存档于2021-06-04）. State contracts; declaring Israel a prominent trading partner; prohibiting state contracts without certain written certification; effective date.
- Bosma, Brian. . LegiScan. Indiana House. 2016  [2021-06-03]. （原始内容存档于2020-11-17）. Divestment from boycott Israel businesses. Requires the public retirement system to divest from businesses that engage in action or inaction to boycott, divest from, or sanction Israel. Provides for notice to businesses, reinvestment, and civil immunity. Requires certain reports to the legislative council. Makes a conforming amendment.
- Fine, Randy; Moskowitz, Jared. . LegiScan. Florida House. 2018  [2021-06-03]. （原始内容存档于2021-06-03）. Prohibits company that is on Scrutinized Companies that Boycott Israel List or that is engaged in boycott of Israel from bidding on, submitting proposal for, or entering into or renewing contract with agency or local governmental entity for goods or services; provides exceptions; requires specified provision in such contracts; requires company to make specified certification in specified circumstances; provides for preemption.
- Carroll, Jonathan. . LegiScan. Illinois House. 2020  [2021-06-03]. （原始内容存档于2020-11-10）. Amends the Elementary, Secondary, and Higher Education Article of the Illinois Human Rights Act. Defines "anti-Semitism". Provides that an institution of elementary, secondary, or higher education commits a civil rights violation if it fails to treat anti-Semitism in an identical manner to discrimination motivated by race. Describes anti-Semitism. Provides that nothing in the new provisions infringes on the constitutional protections for free speech or may be construed to conflict with federal or State discrimination laws.
- , 亞利桑那州議會,   [2021-06-03], （原始内容存档于2021-06-04）
- . Congress.gov. 2014-02-06  [2020-08-19]. （原始内容存档于2021-12-18）.
- . GovTrack.us. 2020-04-18  [2020-08-19]. （原始内容存档于2021-06-03）.
- . congressionalmonitor.org. 2017-10-30  [2020-08-19]. （原始内容存档于2021-06-03）.
- (PDF). 溫哥華市議會. 2019-07-23  [2021-06-03]. （原始内容存档 (PDF)于2021-05-13）.
- (PDF), 慕尼黑事議會, 2017-12-13  [2021-06-07], （原始内容存档 (PDF)于2021-01-15）
- (PDF), 巴伐利亞行政法院（英语：Bayerischer Verwaltungsgerichtshof）, 2020-11-19  [2021-06-07], （原始内容存档 (PDF)于2021-06-18）
- (PDF), 波恩市政府, 2019-05-14  [2021-06-07], （原始内容存档 (PDF)于2021-06-07）
- , 奧地利國民議會, 2020-02-27  [2021-06-09], （原始内容存档于2021-06-03）
- . 奧地利駐美華盛頓特區大使館（英语：Embassy of Austria, Washington, D.C.）. 2020-02-28  [2021-06-09]. （原始内容存档于2021-06-09）.
- , 加拿大國會, 2016-02-22  [2021-06-09], （原始内容存档于2021-06-09）
- , 安大略省省議會, 2016-12-01  [2021-06-09], （原始内容存档于2021-06-09）
- (PDF), 圖盧茲市議會, 2016-03-18  [2021-06-09], （原始内容存档 (PDF)于2021-06-09）
- , 德國聯邦議院, 2019-05-17  [2021-06-09], （原始内容存档于2021-06-12）
- (PDF), 巴利阿里群島議會, 2020-05-22  [2021-06-09], （原始内容存档 (PDF)于2020-10-31）
- , Open States, 2016-02-09  [2021-06-09], （原始内容存档于2017-11-19）
- , 佛羅里達州參議院,   [2021-06-09], （原始内容存档于2021-02-25）
- , 印第安納州議會,   [2021-06-09], （原始内容存档于2020-10-29）
- , 賓夕法尼亞州議會, 2015-06-23  [2021-06-09], （原始内容存档于2021-06-09）
- , 賓夕法尼亞州議會, 2015-09-21  [2021-06-09], （原始内容存档于2021-06-09）
- , 俄亥俄州議會,   [2021-06-09], （原始内容存档于2020-10-17）
- , LegiScan, 2014-02-18  [2021-06-09], （原始内容存档于2021-06-09）
- , 南達科他州眾議院, 2019-02-13  [2021-06-09], （原始内容存档于2021-07-21）
- (PDF), 田納西州議會（英语：Tennessee General Assembly）, 2016-01-12  [2021-06-09], （原始内容存档 (PDF)于2020-10-27）
- , 維珍尼亞州眾議院, 2016-03-09  [2021-06-09], （原始内容存档于2021-02-13）
- , 費城市議會, 2014-01-30  [2021-06-09], （原始内容存档于2021-06-09）
- , 美國國會, 2020-07-23  [2021-06-09], （原始内容存档于2019-07-24）
- , 美國國會, 20  [2021-06-09], （原始内容存档于2021-06-09）

#### 其他
- White, Ben. . 巴勒斯坦研究期刊（英语：Journal of Palestine Studies）. 2020-02-01, 49 (2): 65–79  [2020-08-15]. ISSN 0377-919X. doi:10.1525/jps.2020.49.2.65 . （原始内容存档于2020-08-12）.
- Telhami, Shibley. . 布魯金斯學會. 2020-01-08  [2020-11-02]. （原始内容存档于2021-06-18）.
- . 言論自由學院（英语：Institute For Free Speech）. 2019-04-16  [2020-08-18]. （原始内容存档于2021-06-09）.